# خطوط ستيرلينغ الجوية

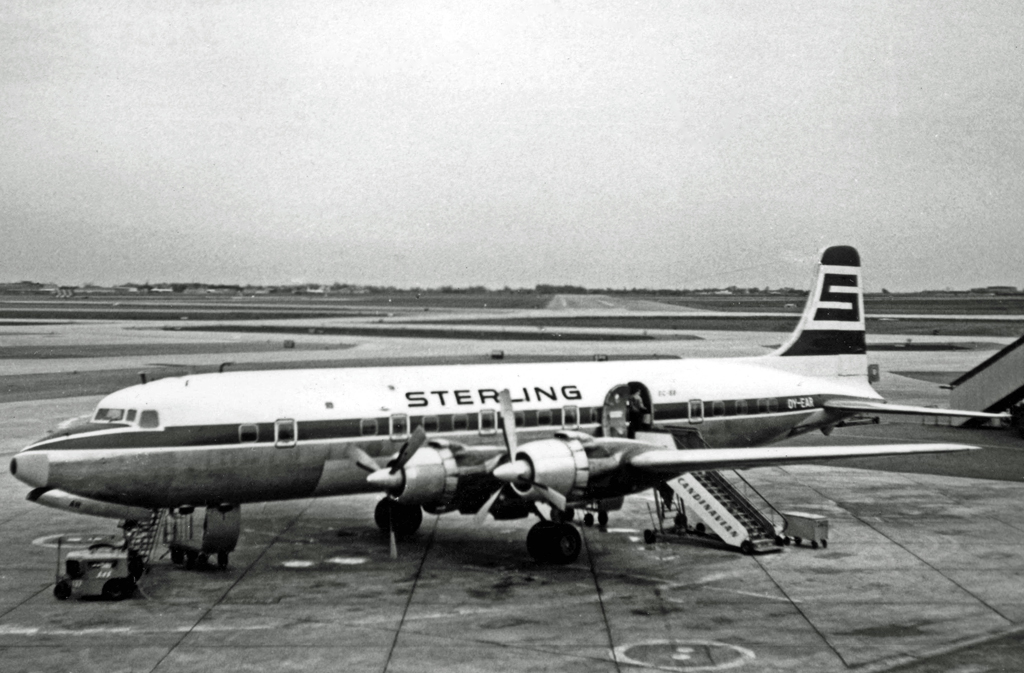
Sterling Airways دوغلاس دي سي-6 at مطار كوبنهاغن in 1968

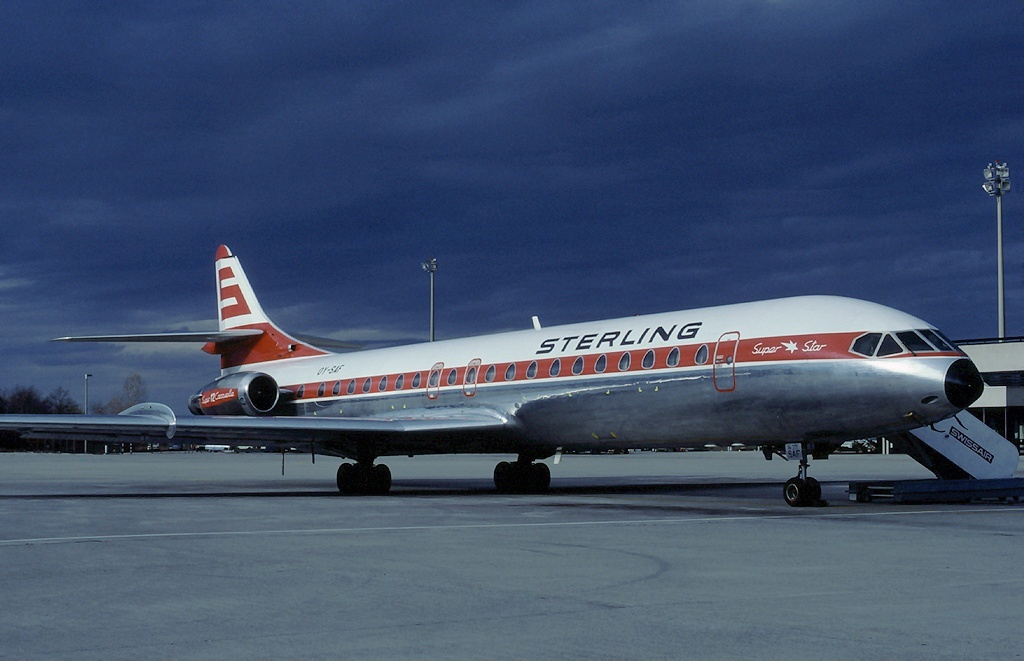
سود أفياسيون كارافيل in 1981

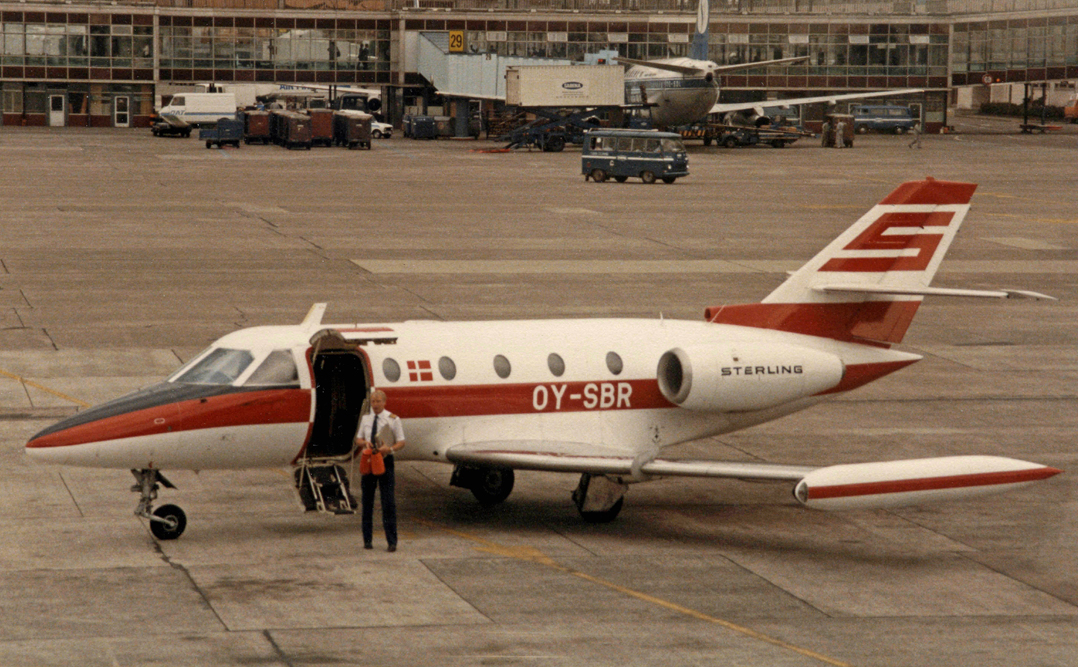
Sterling ايروسباسيال كورفيت operated on charter services at مطار بروكسل الدولي in July 1985

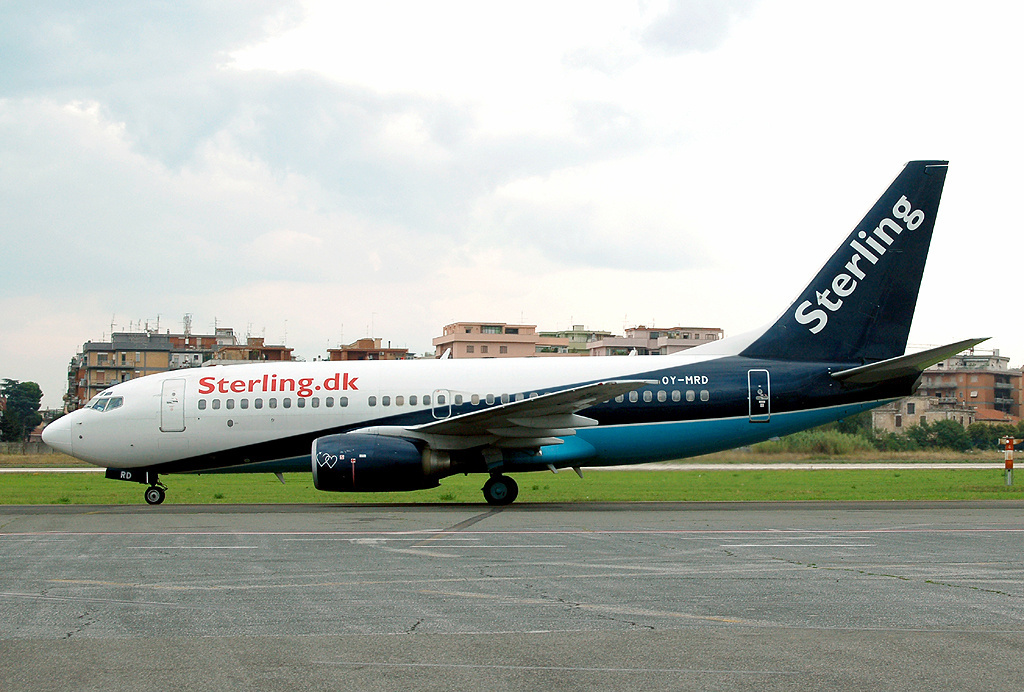
Boeing 737-700 in 2006

خطوط ستيرلينغ الجوية إيه / أس (بالإنجليزية: Sterling Airlines A/S)‏ كانت شركة طيران منخفضة التكلفة مع مقر رئيسي في مطار كوبنهاغن الجنوبية في دراغور، الدنمارك. تم إنشاؤه في سبتمبر 2005 من خلال دمج شركتي طيران دنماركيتين، هما «الخطوط الجوية الأسترالية الأوروبية» و«شركة مايرسك إير»، والتي كانت قد استحوذت عليهما حصلت مجموعة الاستثمار الأيسلندية «فونس إيغنارهالدزفيلاغ» قبل بضعة أشهر مقابل 500 مليون كرونة دانمركية. كان فونس مملوكا لقطب الأعمال الأيسلندي بالمي هارالدسون. بعد شهر واحد من عملية الدمج، تم بيع ستيرلينغ إيرلينس إلى مجموعة فل بمبلغ 1500 مليون كرونة دانمركية. في ديسمبر 2006، بيعت ستيرلينغ مرة أخرى، وهذه المرة لشركة نورديك للسفر القابضة. في 6 يناير 2006.

## روابط خارجية
- Sterling Airlines (Archive)
- Sterling Airlines (Archive) (بالدنماركية)

قالب:Airlines of Denmark